# Juan Carlos Bertone
Juan Carlos Bertone (Uruguai, Data de nascimento indisponível — Local de falecimento indisponível, 1938) foi um futebolista e treinador de futebol uruguaio, que atuava como zagueiro.
Seu irmão, Augusto Bertone, também atuou em clubes brasileiros de futebol.

## Carreira

### Como jogador
Como jogador, ele atuava como defensor, e defendeu as cores de seu país na década de 1910 em 11 partidas, e marcou 1 gol.
A nível de clubes, ele jogou por Montevideo Wanderers, Americano-SP, America, Pelotas, Santos e Comercial, sendo que, no Americano-SP, no America-RJ e no Pelotas, atuou ao lado de seu irmão. Também junto do irmão Augusto, Juan Carlos esteve presente na Seleção Paulista.

### Como treinador
Como técnico de futebol, ele foi o primeiro treinador único do Botafogo e o primeiro treinador estrangeiro a ser campeão pelo Flamengo, ao conquistar o título carioca de 1925. Ao todo, Bertone dirigiu o Rubro-Negro em 109 jogos, com 63 vitórias, 21 empates, 25 derrotas e aproveitamento de 67,4%.

## Títulos

### Como jogador
Montevideo Wanderers
- Campeonato Uruguaio: 1906 e 1909
- Copa Lipton: 1910

Americano-SP
- Campeonato Paulista: 1912 e 1913 (ambos invicto)

### Como treinador
Flamengo
- Campeonato Carioca: 1925 e 1927
- Taça Dr. Affonso de Camargo: 1927
- Troféu Associação Paranaense de Desportos: 1927

## Campanhas de destaque

### Como treinador
Seleção Chilena
- Campeonato Sul-Americano (atual Copa América): 1920 e 1922 (quarto colocado em ambos)